# Weinmannia ternata
Weinmannia ternata är en tvåhjärtbladig växtart som beskrevs av Adolf Engler. Weinmannia ternata ingår i släktet Weinmannia och familjen Cunoniaceae. Inga underarter finns listade i Catalogue of Life.